# Goalpara
Goalpara ist eine Stadt im indischen Bundesstaat Assam. Goalpara befindet sich am Ufer des Flusses Brahmaputra.
Die Stadt ist Hauptort des Distrikts Goalpara. Goalpara hat den Status eines Municipal Boards. Die Stadt ist in 19 Wards gegliedert. Sie hatte am Stichtag der Volkszählung 2011 53.430 Einwohner, von denen 26.970 Männer und 26.460 Frauen waren. Muslime bilden mit einem Anteil von über 53 % die Mehrheit der Bevölkerung in der Stadt. Hindus bilden eine Minderheit von über 45 %. Die Alphabetisierungsrate lag 2011 bei 83,8 % und damit über dem nationalen Durchschnitt.

## Söhne und Töchter der Stadt
- Adil Hussain (* 1963), Schauspieler